# وایرد یلکاما
وایرد یلکاما (انگلیسی: Wijerd Jelckama؛ ۱۴۹۰ – ۱۵۲۳) یک جنگ‌سالار اهل هلند بود.